# Municipio de Jackson (condado de Winneshiek)
El municipio de Jackson (en inglés: Jackson Township) es un municipio ubicado en el condado de Winneshiek en el estado estadounidense de Iowa. En el año 2010 tenía una población de 265 habitantes y una densidad poblacional de 2,87 personas por km².

## Geografía
El municipio de Jackson se encuentra ubicado en las coordenadas 43°7′33″N 92°1′19″O / 43.12583, -92.02194. Según la Oficina del Censo de los Estados Unidos, el municipio tiene una superficie total de 92.37 km², de la cual 92,37 km² corresponden a tierra firme y (0 %) 0 km² es agua.

## Demografía
Según el censo de 2010, había 265 personas residiendo en el municipio de Jackson. La densidad de población era de 2,87 hab./km². De los 265 habitantes, el municipio de Jackson estaba compuesto por el 99,62 % blancos, el 0,38 % eran asiáticos. Del total de la población el 0 % eran hispanos o latinos de cualquier raza.